# Moratalla Club de Fútbol
Il Moratalla Club de Fútbol è una società calcistica con sede a Moratalla, nella comunità Murcia, in Spagna.
Gioca nella Tercera División, la quarta serie del campionato spagnolo.

## Tornei nazionali
- 1ª División: 0 stagioni
- 2ª División: 0 stagioni
- 2ª División B: 1 stagioni
- 3ª División: 5 stagioni

## Stagioni
| Stagione    | Categoria | Posizione |  |
| ----------- | --------- | --------- |  |
| dal 1979-80 | Regionali | —         |  |
| al 1988-89  | Regionali | —         |  |
| 1989/90     | 3ª        | 20°       |  |
| dal 1990-91 | Regionali | —         |  |
| al 2004-05  | Regionali | —         |  |
| 2005/06     | 3ª        | 17°       |  |
| 2006/07     | 3ª        | 10°       |  |
| 2007/08     | 3ª        | 9°        |  |
| 2008/09     | 3ª        | 2°        |  |
| 2009/10     | 2ªB       | 18°       |  |
| 2010/11     | 3ª        | -         |  |

## Palmarès

### Altri piazzamenti
- Tercera División:

Secondo posto: 2008-2009

## Rosa 2009-10
| N. |                     | Ruolo | Calciatore         |
| -- | ------------------- | ----- | ------------------ |
|    | Spagna (bandiera)   | P     | Marrama            |
|    | Spagna (bandiera)   | P     | Mario Valero       |
|    | Spagna (bandiera)   | D     | Marín              |
|    | Spagna (bandiera)   | D     | Abel               |
|    | Spagna (bandiera)   | D     | Póveda             |
|    | Slovenia (bandiera) | D     | Miroslav Radulović |
|    | Spagna (bandiera)   | D     | Mikel Méndez       |
|    | Spagna (bandiera)   | D     | Isra               |
|    | Spagna (bandiera)   | C     | Pepito             |
|    | Spagna (bandiera)   | C     | Topo               |
|    | Spagna (bandiera)   | C     | Burgueña           |

| N. |                      | Ruolo | Calciatore   |
| -- | -------------------- | ----- | ------------ |
|    | Spagna (bandiera)    | C     | Álex Arias   |
|    | Spagna (bandiera)    | C     | Iñaki        |
|    | Spagna (bandiera)    | C     | Ginés        |
|    | Spagna (bandiera)    | C     | Javi Rosa    |
|    | Spagna (bandiera)    | C     | Vergara      |
|    | Spagna (bandiera)    | A     | Jesús        |
|    | Spagna (bandiera)    | D     | Miguel Ángel |
|    | Spagna (bandiera)    | A     | Parches      |
|    | Spagna (bandiera)    | A     | Petu         |
|    | Spagna (bandiera)    | A     | Carlos       |
|    | Giordania (bandiera) | ATL   | Thaer        |